# Musikjahr 1703
Liste der Musikjahre

◄◄ | ◄ | 1699 | 1700 | 1701 | 1702 | Musikjahr 1703 | 1704 | 1705 | 1706 | 1707 | ► | ►►

Weitere Ereignisse
Dieser Artikel behandelt das Musikjahr 1703.

## Ereignisse
- 06. Februar: Die maskenspielartige Unterhaltung Hark, Britain, hark von John Abell wird im St James’s Palace zu Ehren Hark, Britain, hark zu Ehren des Geburtstags von Queen Anne aufgeführt. Die Partitur wurde fälschlicherweise John Eccles zugeordnet.[1]
- Spätestens ab März ist Johann Sebastian Bach als Lakai und Violinist in der Privatkapelle des Mitregenten Johann Ernst von Sachsen-Weimar angestellt. Bei einer Orgelprobe am 17. März knüpft er Kontakte zum Rat in Arnstadt. Am 9. August erhält er ohne weiteres Probespiel seine Bestallung als Organist der Neuen Kirche in Arnstadt. Für ein ungewöhnlich hohes Gehalt von 50 Gulden und 30 Gulden für Kost und Logis ist Bach an der Neuen Kirche offiziell zunächst nur für das Orgelspiel zuständig, später aber auch für die Zusammenarbeit mit dem Chor des Lyzeums verpflichtet.
- Sommer: Georg Friedrich Händel gibt sein Jurastudium an der Universität in Halle auf und begibt sich nach Hamburg. Dort blüht, unter der Leitung des Komponisten Reinhard Keiser, das 1678 am Gänsemarkt als Opern-Theatrum eröffnete erste bürgerliche deutsche Opernhaus. In jenem Opernorchester spielt Händel anfangs Violine, später Cembalo. Er befreundet sich mit dem Komponisten, Dirigenten und Sänger Johann Mattheson. Als an der Lübecker Marienkirche der Posten des berühmten Komponisten und Organisten Dieterich Buxtehude vakant wird, weil dieser wegen seines hohen Alters in den Ruhestand gehen will, reisen Händel und Mattheson im August zusammen nach Lübeck. Aber keiner von beiden bewirbt sich um die Stelle, denn der erfolgreiche Kandidat müsste gemäß der Tradition die älteste Tochter Buxtehudes heiraten.
- Im Lauf des Jahres geht John Abell nach Irland an den Hof des Duke of Ormond, James Butler, 2. Duke of Ormonde.[1]

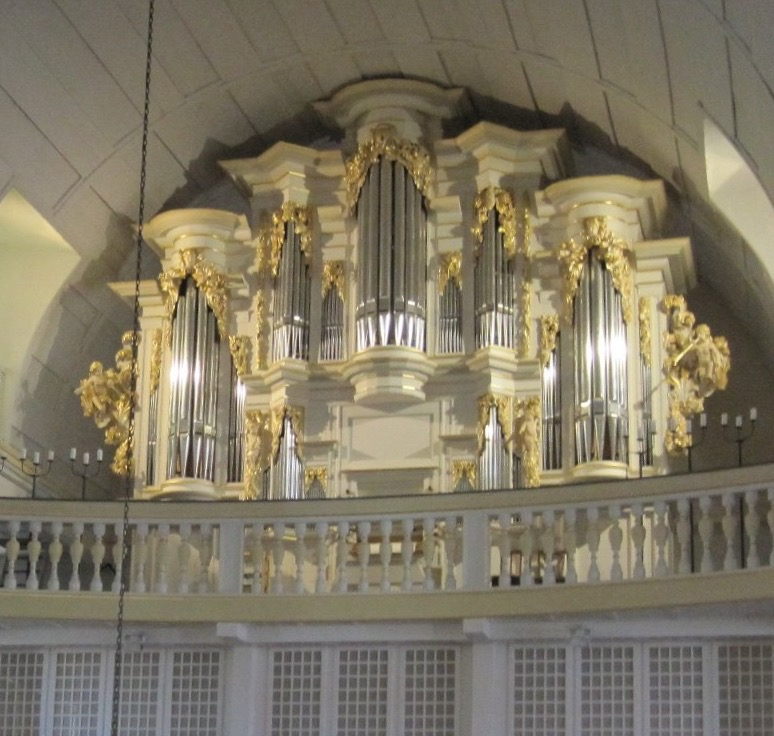
Orgel von Johann Friedrich Wender in Bach-Kirche in Arnstadt

- Johann Sebastian Bach nimmt die neu gebaute Orgel des Orgelbauers Johann Friedrich Wender in der Neuen Kirche Arnstadt in Thüringen ab.
- Nicolas Bernier veröffentlicht seine ersten Kantaten.
- Jakob Greber gibt sein Londoner Debüt als Theaterkomponist.
- Reinhard Keiser leitet von 1703 bis 1707 gemeinsam mit dem Dramaturgen Drüsicke das Opernhaus am Gänsemarkt in Hamburg.

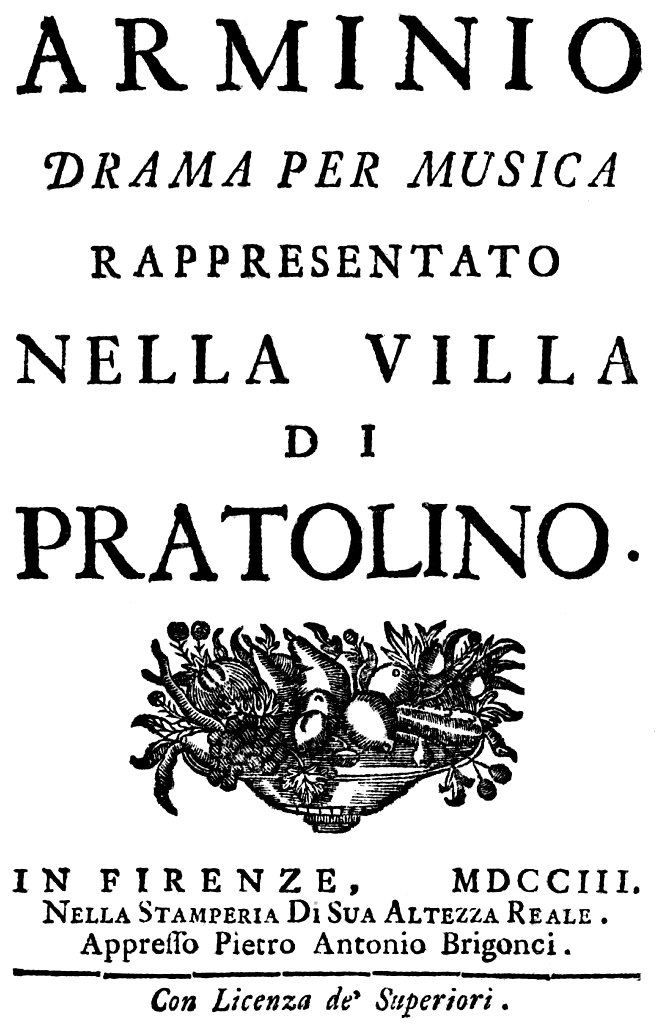
Alessandro Scarlatti – Arminio – Titelblatt des Librettos aus dem Jahr 1703

- Alessandro Scarlatti wird Maestro di Cappella in Santa Maria Maggiore in Rom. Da dort seit 1698 durch einen Erlass von Papst Innozenz XII. sämtliche Theater- und Opernaufführungen verboten sind, widmet sich Scarlatti – von einigen Opern abgesehen, die er zwischen 1703 und 1706 für die Privataufführungen von Cosimo de’ Medici schreibt – vor allem der geistlichen Musik.
- In Neapel werden ab 1703 die ersten Opern von Domenico Scarlatti aufgeführt.
- Agostino Steffani wird Rektor und Kurator an der Universität Heidelberg.
- Antonio Vivaldi betreut als maestro di violino das Orchester des Ospedale della Pietà, eines von vier Heimen in Venedig für Waisenmädchen.

### Uraufführungen

#### Bühnenwerke

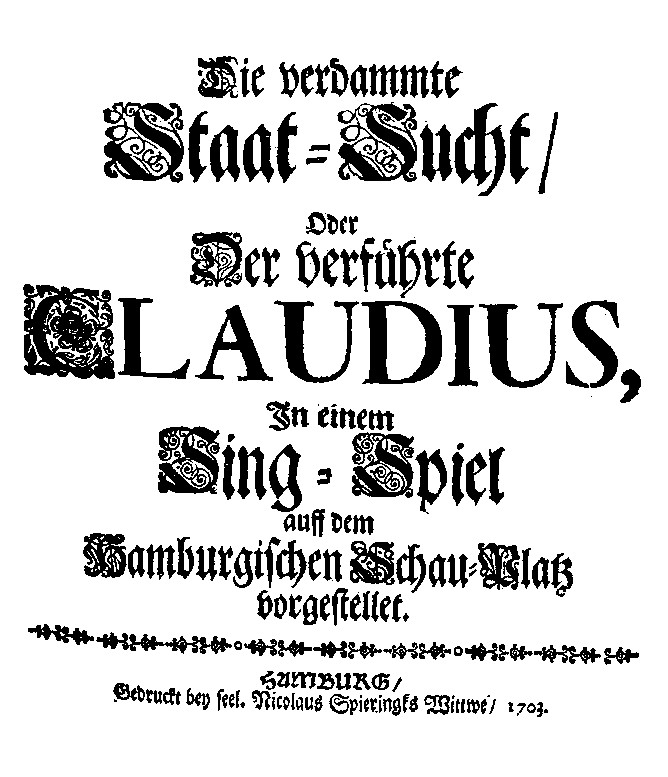
Reinhard Keiser – Der verführte Claudius – Titelblatt des Librettos aus dem Jahr 1703

##### Oper
- 07. Februar: Das Libretto zu einer Opera seria in fünf Akten Venceslao von Apostolo Zeno nach Jean Rotrous Venceslas wird in der Vertonung von Carlo Francesco Pollarolo erstmals im Teatro San Giovanni Crisostomo in Venedig uraufgeführt.
- 01. Juli: Das Singspiel in drei Akten Der verführte Claudius von Reinhard Keiser mit einem Libretto von Heinrich Hinsch hat ihre Uraufführung an der Oper am Gänsemarkt in Hamburg. Mit dieser Oper führen Keiser bzw. sein Librettist Hinsch erstmals einzelne italienische Arien in eine eigentlich deutschsprachige Oper ein. Diese Praxis wird in den folgenden Jahren zum Standard in Hamburg.
- 27. September: In der Villa Pratolino in Florenz wird die Oper Arminio von Alessandro Scarlatti auf das Libretto von Antonio Salvi erstmals aufgeführt. Der Inhalt der Oper basiert auf dem Leben Arminius’, des Fürsten der Cherusker, der den Römern im Jahre 9 n. Chr. in der Varusschlacht mit der Vernichtung von drei Legionen eine ihrer verheerendsten Niederlagen beibrachte.
- Tomaso Albinoni
  - Griselda, Dramma per Musica in drei Akten, Libretto: Apostolo Zeno, Florenz, Teatro del Cocomero, in der Karnevalsaison, 1703 OCLC 30002836 Musik verschollen, außer Nr. 13 Aria: Fa di me ciò che ti piace (Alt) RISM ID: 451002000 und Nr. 14: Aria: Care selve a voi ritorno (Alt) RISM ID: 451002001
  - Aminta, Dramma regio pastorale in drei Akten, Libretto: Apostolo Zeno, Florenz, Teatro del Cocomero, 1703 Musik verschollen
- Carlo Agostino Badia – La Psiche (Wien)
- Antonio Caldara
  - Farnace
  - Gli equivoci del sembiante
- Francesco Gasparini – Amor della patria
- Zwei weitere Opern von Reinhard Keiser werden in Hamburg uraufgeführt:
  - das Singspiel in drei Akten Die Geburt der Minerva auf das Libretto von Heinrich Hinsch
  - das Singspiel in drei Akten Die über die Liebe Triumphirende Weißheit/ oder: Salomon auf das Libretto von Christian Friedrich Hunold nach dem Salomon von Herzog Anton Ulrich von Braunschweig oder Johann Christian Knorr von Rosenroth
- Die lyrische Tragödie Ulysse von Jean-Féry Rebel wird an der Académie royale de musique uraufgeführt.
- Domenico Scarlatti
  - L’Ottavia Ristituita al Trono (Neapel, Libretto von Giulio Convò; 32 Soloarien und zwei Duette sind erhalten)
  - Il Giustino (Neapel, Libretto von Giulio Convò nach Nicolò Beregan; 21 Soloarien und drei Duette sind erhalten)

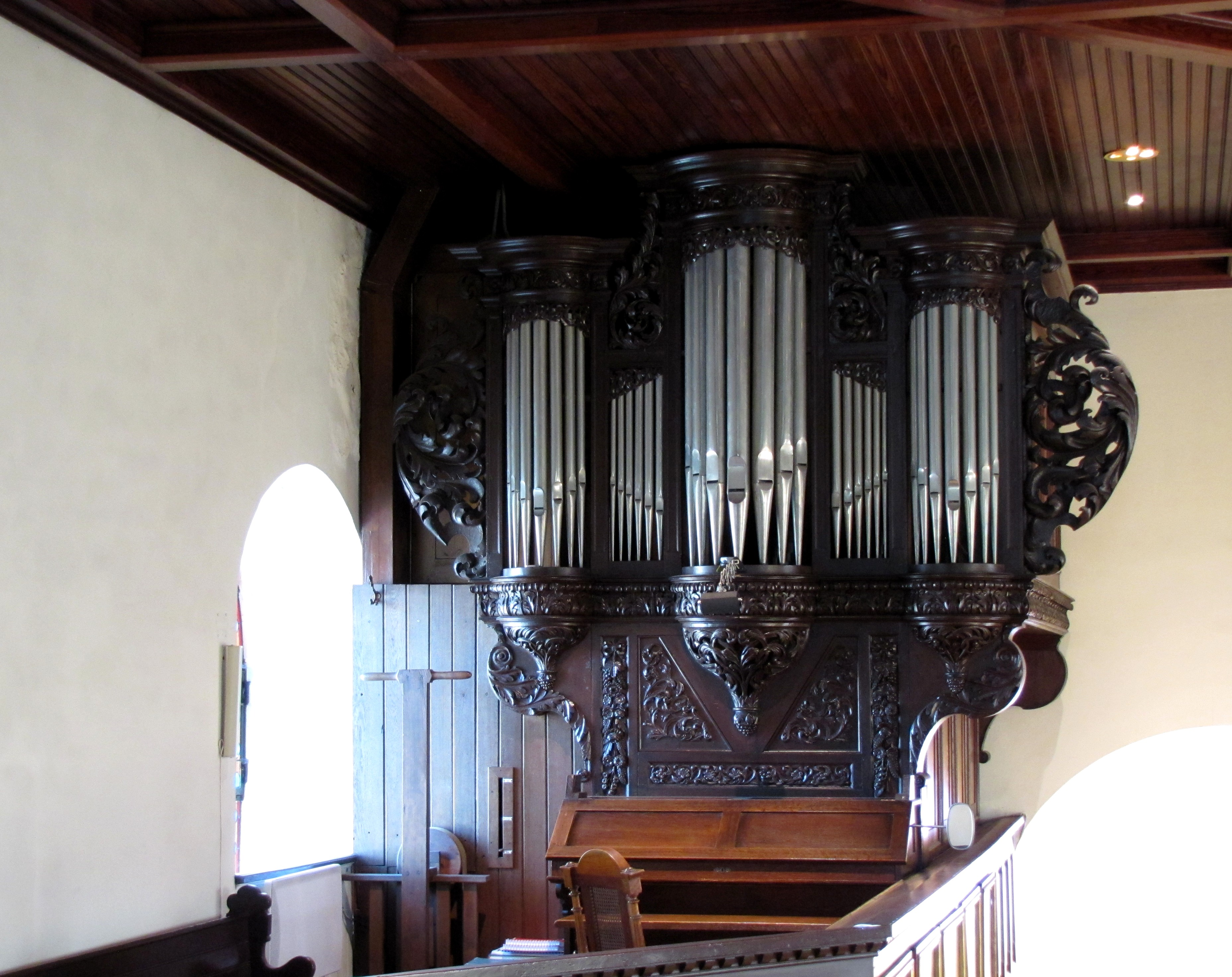
Die Orgel von Andreas Silbermann und Gottfried Silbermann in der protestantischen St. Gallus-Kirche zu Ittenheim (Bas-Rhin).

### Instrumentalmusik

#### Kammermusik
- Henrico Albicastro – Sei Sonate a violino solo col basso continuo op. 5, Estienne Roger, Amsterdam OCLC 746309688 Digitalisat der Digitalen Sammlungen der SLUB Dresden
- Pietro Alberti – XII suonate a tre, duoi violini e violone col basso per l’organo op. 1, Estienne Roger, Amsterdam OCLC 980059178
- Giuseppe Aldrovandini – Concerti a due, violino e violoncello o tiorba op. 4, Marino Silvani, Bologna RISM ID: 990000819
- William Corbett – The Instrumental Musick for January, February and March, for 2 flutes and b.c

Barockgitarre von Joachim Tielke

### Vokalmusik

#### Geistlich
- Tomaso Albinoni – I trionfi di Giosuè (Gemeinschaftsarbeit mit Alessandro Scarlatti, Giovanni Bononcini u. a.)
- Giuseppe Aldrovandini – Concerti sacri a Voce sola con Violini op. 3, Marino Silvani, Bologna RISM ID: 990000818
- Paris Francesco Alghisi – Il serafino nell’amare e cherubino nell’intendere, Oratorium, aufgeführt in San Domenico in Brescia
- Nicolas Bernier – Premier livre de motets à 1, 2, et 3 voix
- François Couperin – Quatre versets d'un motet

#### Weltlich
- John Abell – A Choice Collection of Italian Ayres, William Pearson, London OCLC 213413834
- William Corbett
  - As You Find It
  - Love Betrayed, or The Agreeable Disappointment

### Lehrwerke
- Johann Kuhnau – Fundamenta compositionis (Abhandlung)

### Instrumentenbau
- Johann Friedrich Wender stellt seine Orgel in der Neuen Kirche, heutige Bach-Kirche in Arnstadt fertig.
- Andreas Silbermann und sein Bruder Gottfried Silbermann stellen die Orgel für das St.-Margareten-Kloster in Straßburg fertig. Die Orgel findet sich seit 1793 in der protestantischen St. Gallus-Kirche zu Ittenheim (Bas-Rhin).
- Antonio Stradivari baut die Violinen Dancla, Montbel, Allegretti, Alsager, Emiliani und Lady Harmsworth.

## Geboren

### Geburtsdatum gesichert
- 20. Januar: Joseph-Hector Fiocco, Violinist und Komponist aus den habsburgischen Niederlanden († 1741)
- 29. Januar (getauft): Carlmann Kolb, deutscher Komponist und Organist († 1765)
- 15. April: Luisa Bergalli, venezianische Dichterin und Librettistin († 1779)
- 08. Mai: Gottlob Harrer, deutscher Komponist und Thomaskantor († 1755)
- 12. Mai: Joseph-Nicolas-Pancrace Royer, französischer Komponist, Cembalist und Sänger († 1755)
- 06. November: Johann Heinrich Steffan, deutscher Kapellmeister und Komponist († 1759)

### Genaues Geburtsdatum unbekannt
- Camillo Camilli, italienischer Geigenbauer († 1754)
- Matthew Dubourg, irischer Violinvirtuose und Komponist († 1767)
- Johann Gottlieb Graun, deutscher Violinist und Komponist († 1771)
- Johann Peter Migendt, deutscher Orgelbauer († 1767)

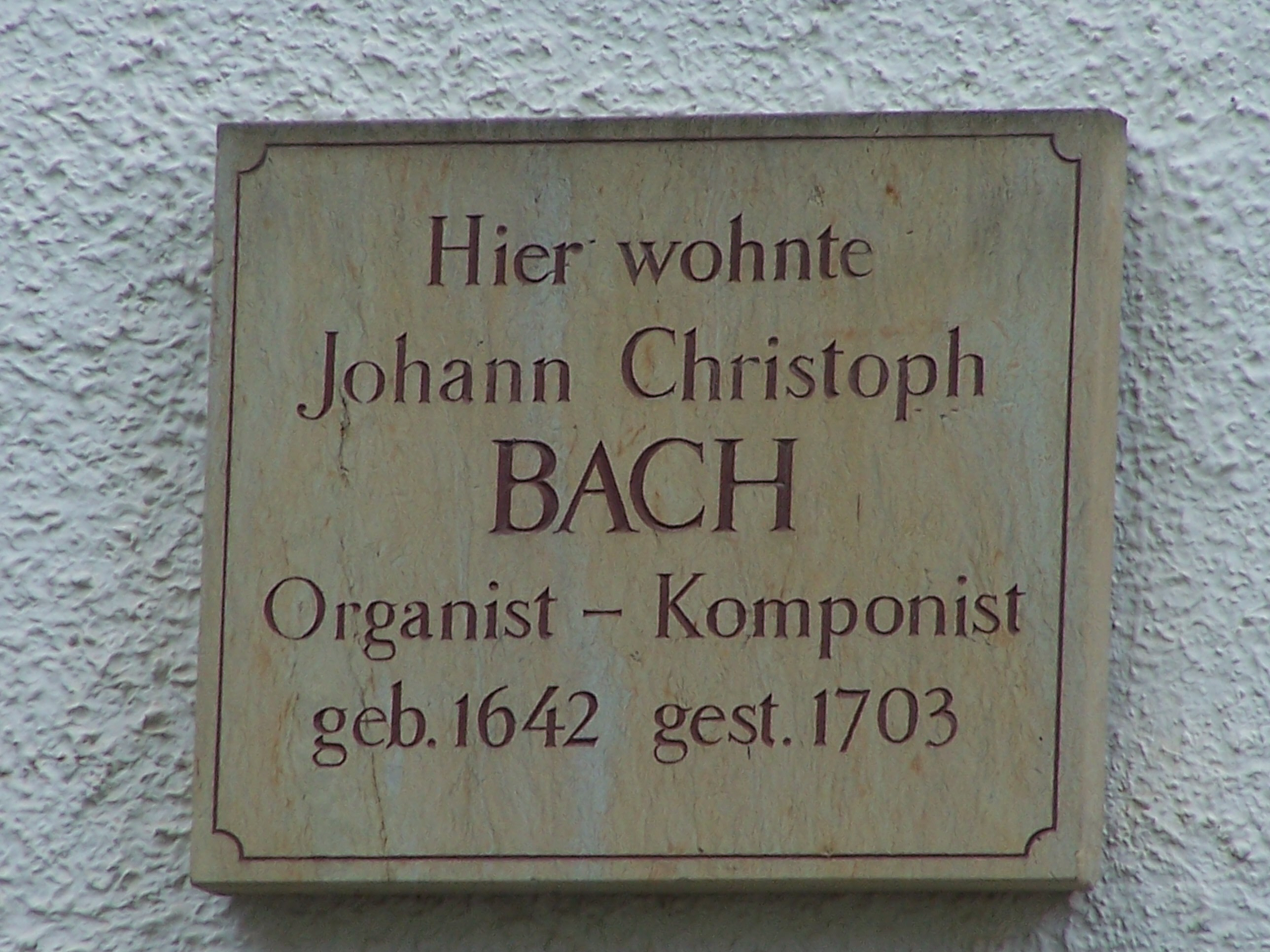
ESA Tafel Johann Christoph Bach

- Johann Friedrich Lampe, deutsch-britischer Komponist und Fagottist († 1751)

### Geboren um 1703
- Anna Maria Strada, italienische Opernsängerin (Sopran) († 1775)
- John Travers, englischer Komponist, Organist und Musik-Kopist († Juni 1758)

## Gestorben

### Todesdatum gesichert

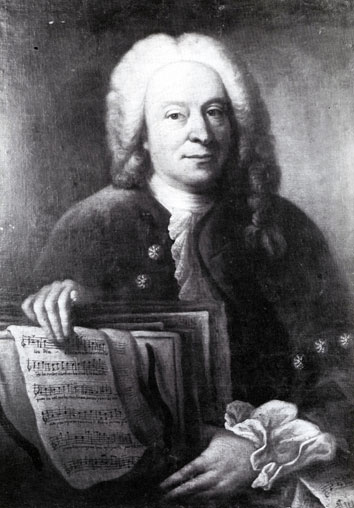
Johann Christoph Bach; † 31. März

- 31. März: Johann Christoph Bach, deutscher Komponist (* 1642)
- 14. September: Gilles Jullien, französischer Komponist und Organist (* um 1653)
- 03. Oktober: Alessandro Melani, italienischer Komponist, Sänger und Kapellmeister (* 1639)
- 30. November: Nicolas de Grigny, französischer Komponist (* 1672)

### Genaues Todesdatum unbekannt
- Andrés Lorente, spanischer Musiktheoretiker, Organist und Komponist (* 1624)
- Johann Jacob Löwe, deutscher Hofkapellmeister und Organist (* 1629)

### Gestorben um 1703
- Martin Köler, deutscher Komponist und Kapellmeister (* um 1620)